# Чемпионат России по лёгкой атлетике 1911
4-й чемпионат России по лёгкой атлетике прошёл 9—10 июля 1911 года в Санкт-Петербурге. Главной ареной состязаний стала спортивная площадка Кружка любителей спорта («Спорт»). Соревнования состоялись в 10 легкоатлетических дисциплинах. Вне конкурса прошёл бег на 5000 метров, часовой бег, а также эстафета 4×100 метров.

## Соревнования
Организацией чемпионата занимался Всероссийский Союз Любителей Лёгкой Атлетики, чьё учредительное собрание состоялось 26—27 февраля 1911 года. В соревнованиях приняло участие рекордное количество спортсменов — 82, представлявших 18 спортивных клубов из Санкт-Петербурга и его окрестностей, Москвы, Киева и Риги. В ходе турнира был побит рекорд России: отличился москвич Николай Харьков (1500 м, 4.25,0). Рижанин Альфред Альслебен повторил рекорд в прыжке в длину — 6,55 м. Харьков по праву снискал лавры сильнейшего стайера страны в 1911 году: во второй день первенства он установил всероссийское достижение на дистанции 5000 м (16.20,0), а ещё через сутки стал рекордсменом в часовом беге (16 659,4 м).
Приз Великого князя Михаила Александровича за общекомандную победу достался хозяевам соревнований, Санкт-Петербургскому «Спорту» (клуб стал лучшим в стране в четвёртый раз подряд).

## Медалисты
| Дисциплина        | Золото                                    | Золото  | Серебро                                   | Серебро | Бронза                                  | Бронза  |
| ----------------- | ----------------------------------------- | ------- | ----------------------------------------- | ------- | --------------------------------------- | ------- |
| 100 м             | Альфред Шварц «Спорт» Санкт-Петербург     | 11,6    | Николай Штиглиц «Спорт» Санкт-Петербург   | 11,6    | Иван Захаров СКЛ Москва                 | 11,8    |
| 400 м             | Герберт Фогель «Унион» Рига               | 54,2    | Александр Шульц КЛ Москва                 | 54,6    | Георгий Штиглиц «Спорт» Санкт-Петербург | 58,6    |
| 1500 м            | Николай Харьков КЛС Москва                | 4.25,0  | Александр Елизаров СКЛ Москва             | 4.28,0  | Леон Стендер «Спорт» Санкт-Петербург    | 4.29,4  |
| 110 м с барьерами | Ульрих Бааш «Спорт» Санкт-Петербург       | 17,8    | Павел Штиглиц «Спорт» Санкт-Петербург     | 18,0    | Алоис Вейвода «Спорт» Санкт-Петербург   | 20,0    |
| Прыжок в высоту   | Альфред Альслебен ГОГиС Рига              | 1,65 м  | Ульрих Бааш «Спорт» Санкт-Петербург       | 1,65 м  | Герберт Фогель «Унион» Рига             | 1,65 м  |
| Прыжок с шестом   | Курт Витгоф «Унион» Рига                  | 3,20 м  | Иоганн Мартин «Унион» Рига                | 3,10 м  | Ульрих Бааш «Спорт» Санкт-Петербург     | 3,00 м  |
| Прыжок в длину    | Альфред Альслебен ГОГиС Рига              | 6,55 м  | Александр Шульц КЛ Москва                 | 6,26 м  | Ульрих Бааш «Спорт» Санкт-Петербург     | 6,25 м  |
| Толкание ядра     | Николай Неклепаев «Спорт» Санкт-Петербург | 11,02 м | Арвид Берне «Унион» Рига                  | 10,84 м | Эрик Ванаг «Унион» Рига                 | 10,62 м |
| Метание диска     | Эрих Валли «Тармо» Санкт-Петербург        | 33,80 м | Николай Неклепаев «Спорт» Санкт-Петербург | 32,22 м | Арвид Берне «Унион» Рига                | 30,66 м |
| Метание копья     | Николай Неклепаев «Спорт» Санкт-Петербург | 43,82 м | Янис Гульбе «Унион» Рига                  | 43,74 м | Эрих Валли «Тармо» Санкт-Петербург      | 43,30 м |